# Kahena Kunze
Kahena Kunze (São Paulo, 12 de março de 1991) é uma velejadora brasileira, bicampeã olímpica e campeã mundial de Iatismo na classe 49er FX – junto com a parceira e timoneira Martine Grael. Considerada a melhor velejadora do mundo em 2014 junto com a parceira, ela e Martine são as atuais nº1 do mundo na classe 49er FX pelo ranking da FIV.

## Biografia
Filha do velejador de ascendência alemã Claudio Kunze, campeão mundial júnior da classe Pingüim em 1973, seu nome incomum vem de uma mitológica guerreira tribal invencível dos Montes Urais, assunto de um livro que a mãe leu e decidiu homenagear após uma gravidez difícil. Começou na vela ainda criança na Represa de Guarapiranga, em São Paulo, antes da família se mudar para o Rio de Janeiro, quando tinha dez anos; no Rio, começou a participar de competições na classe Optimist na adolescência, quando conheceu Martine, as duas com 13 anos, que se tornaram adversárias dentro d'água e amigas fora dela.
Em 2009, com Martine, Kahena foi campeã mundial júnior na classe 420. Esperou da parceira um convite para dividir um barco para tentar disputar os Jogos de Londres 2012, mas como Martine optou por fazer dupla na classe 470 com Isabel Swan, a medalha de bronze em Pequim 2008, para tentarem a vaga (Grael e Swan perderam a vaga na seletiva brasileira para Fernanda Oliveira – parceira de Swan no bronze de Pequim – e Ana Barbachan) resolveu se desligar temporariamente do esporte e prestar vestibular para cursar engenharia ambiental, abandonando as competições e iniciando o curso na Pontifícia Universidade Católica do Rio de Janeiro (PUC-Rio). No final de 2012, porém, Martine fez o convite de dividir o barco na nova classe olímpica feminina 49er FX com vistas aos Jogos da Rio 2016 e Kahena trancou a faculdade para se voltar inteiramente ao projeto olímpico. Em 2013, as duas foram vice-campeãs mundiais e vice-campeãs europeias na 49er FX.
Em 2014, junto com Martine, tornou-se campeã mundial em Santander, na Espanha, a primeira vez que velejadoras brasileiras conquistam o título. Amigas de infância e ex-rivais na vela em categorias diferentes, Kahena e Martine foram eleitas as melhores esportistas do ano pelo Comitê Olímpico Brasileiro, recebendo o Prêmio Brasil Olímpico de Atleta do Ano de 2014.
Em 2015, na disputa da Copa do Mundo da Federação Internacional de Vela, Kahena conquistou um ouro em Weymouth, na Inglaterra; uma prata em Hyères, na França; e um bronze em Miami, nos Estados Unidos. Em Toronto 2015, disputando os Jogos Pan-americanos, foi medalha de prata.
Na Rio 2016, Kahena tornou-se campeã olímpica de vela ao lado de Martine, ao vencerem a Regata das Medalhas da categoria – para a qual três barcos entraram empatados – com uma vantagem de apenas 2 segundos para as medalhistas de prata da Nova Zelândia.
No ciclo olímpico seguinte, em 2017 ela foi novamente vice-campeã mundial como em 2013, e depois de se classificar para os próximos Jogos no Campeonato Mundial de Classes Olímpicas em Aarhus, na Dinamarca, em setembro de 2018 venceu, e com antecipação de uma regata, o evento-teste da Vela para Tóquio 2020 na raia olímpica de Enoshima, no Japão. Quando Martine partiu para a Volvo Ocean Race, Kahena voltou para a PUC, cursando mais dois períodos antes de trancar novamente.
Em fevereiro de 2019, iniciando a temporada, Kahena venceu a Copa do Mundo da Vela disputada em Miami, onde a dupla brasileira mais uma vez derrotou na regata final as neozelandesas Alexandra Maloney e Molly Meech, vice-campeãs olímpicas na Rio 2016.
Nos Jogos Pan-Americanos de 2019 foi a porta-bandeira da delegação brasileira na Cerimônia de Abertura em Lima, ao lado de Martine Grael. As duas foram as primeiras brasileiras a carregar a bandeira em uma edição dos Jogos.
A dupla conquistou a medalha de ouro na classe 49erFX. Em dezembro do mesmo ano, foi pela quarta vez vice-campeã mundial no torneio disputado em Auckland, Nova Zelândia, perdendo o título na medal race com o capotamento do barco devido aos fortes ventos e mar agitado, depois de uma disputa acirrada entre as campeãs olímpicas do Brasil e as campeãs mundiais da Holanda.
Mesmo sem favoritismo às vésperas dos Jogos Olímpicos de Verão de 2020 em Tóquio, adiados por um ano por causa da pandemia de Covid-19, Kunze conquistou a medalha de ouro ao lado de Grael e tornou-se bicampeã olímpica.
Em dezembro de 2022, foi condecorada pelo governo brasileiro com a Ordem de Rio Branco, no grau de Comendador.
Em abril de 2023, junto com sua costumeira parceira, conquistou a medalha de ouro do Trofeo Princesa Sofia Mallorca, na Espanha, primeira etapa da Copa do Mundo de Vela.
Em sua terceiro Olimpíada em Paris 2024, Kunze e Grael tiveram maus resultados e acabaram apenas em oitavo. Apesar da dupla ter se desfeito após os Jogos, Grael acabaria chamando Kunze para a equipe que disputaria o torneio SailGP.